# Zugot
Zugot (Hebreeuws: תְּקוּפָת) הַזוּגוֹת)) ((təqūphāth) hazZūghôth) is een begrip uit de Misjna en de latere Rabbijnse traditie en verwijst naar de periode van de Tweede Tempel (515 v.Chr. - 70 n.Chr.) waarin het spirituele leiderschap van het Joodse volk in handen was van vijf opeenvolgende generaties van zugot ("paren") van religieuze leraren. De paren worden voor het eerst genoemd in het eerste hoofdstuk van het traktaat Pirké Avot.

## Lijst van zugot
Er waren vijf paren leraren:
1. Jose ben Joezer en Jose ben Johanan
tijdens de periode van de Makkabeïsche onafhankelijkheidsoorlogen
2. Jozua ben Perachjah en Nittai van Arbela
in de periode van Johannes Hyrkanus
3. Juda ben Tabbai en Simeon ben Sjetach
in de periode van Alexander Janneüs en koningin Salome Alexandra
4. Sj'maja en Abtalion
in de periode van Hyrkanus II
5. Hillel en Sjammai
in de periode van koning Herodes I